# ジベンザゼピン
ジベンザゼピン(Dibenzazepine)またはイミノスチルベン(iminostilbene)は、2つのベンゼン環がアゼピン基で繋がれた構造を持つ化合物である。
ジベンザゼピンは、鎮痛剤や抗精神病薬の合成の中間体として用いられる。
クロミプラミン、デシプラミン、ドキセピン、イミプラミン、イミプラミノキシド、ロフェプラミン、メタプラミン、オピプラモール、キヌプラミン、トリミプラミン等の多くの三環系抗うつ薬は、その化学骨格の中に飽和ジベンザゼピン基を持っている。

イミプラミン